# وجلپر
وجلپر (به انگلیسی: Vejalpore) یک زیستگاه انسانی در هند است که در Navsari district واقع شده‌است.

## خصوصیات
وجلپر ۱۵٫۱۲ کیلومترمربع مساحت و ۶۰٬۰۰۰ نفر جمعیت دارد و ۲۳ متر بالاتر از سطح دریا واقع شده‌است.